# Cuervos de Ensenada
Cuervos de Ensenada fue un club de fútbol que participó en la Segunda División de México (Liga Premier).

## Historia
El equipo nace en 2016 cuando una empresa de California adquiere la franquicia de Toros Texcoco que anteriormente era Atlético Veracruz.
El equipo nació cuando el Tiburones Rojos de Veracruz B cambia de nombre, pero tuvo temporadas muy pobres en resultados, tanto que descendieron en el Clausura 2015, luego del descenso, se mudan de ciudad, ahora a texcoco, formando Toros Texcoco, pero no hizo su cambio de nombre, y en espíritu su nombre permanecerá en todo y estadísticas, pero realmente desaparece en 2015.
El equipo regreso a la división a mediados de agosto de 2015, confirmandose oficialmente la mudanza de Atlético Veracruz. Pero por cuestiones de tiempo y basado en el reglamento, ya que no se pudo realizar el cambio de nombre, la escuadra aparecerá en la Federación Mexicana de Fútbol, en la página de la Segunda División y desde luego en las estadísticas del grupo tres y la tabla general del torneo Apertura 2015 como Atlético Veracruz, pero en la práctica se llamará Toros Texcoco, por lo tanto su uniforme resaltará los colores negro y amarillo, que han sido una referente en los equipos anteriores.
Solo duró un torneo para luego ser mudado a Ensenada, formando Los Cuervos de Ensenada.
En su primer pretemporada, viajaron a la ciudad de Corea del Sur, participando en el torneo local de Gloria World Mission, ganando primero 2-1 ante Goyang Hi FC, y en la final venció 1-0 al FC Seoul.
En su primera temporada debut el torneo Apertura 2016 tras un excelente resultado dentro del grupo uno clasifica en segundo lugar entre los equipos con derecho a ascenso clasificando a la Liguilla por el título en el octavo lugar enfrentándose en cuartos de final frente al líder Pioneros de Cancún quedando el partido de ida en Ensenada 0 a 0 y el partido de vuelta en Cancún 2 a 2 pasando el equipo Cuervos por goles de visitante a las semifinales, aquí se medirán contra Coyotes de Tlaxcala en la cual quedaron 0 a 0 en el partido de ida en Ensenada, mientras que en partido de vuelta en Tlaxcala fue derrotado 4 a 0 siendo eliminado en semifinales y haciendo historia en su torneo debut llegando hasta estas instancias.
El 6 de julio de 2017 se anunció su mudanza a Tepic, cambiando de nombre a Deportivo Tepic JAP, esto debido al nuevo formato de la liga que exigía a los equipos a tener un estadio con capacidad mínima para 15 000 espectadores.

## Estadio
Los Cuervos de Ensenada jugaban en el Estadio Municipal de Ensenada, en la ciudad de Ensenada, Baja California. Tiene una capacidad de 7 600 espectadores.

## Uniformes
- 2016

| Primer Uniforme | Segundo Uniforme | Tercer Uniforme |

### Patrocinadores
A continuación se enumeran en orden cronológico el fabricante de las indumentarias y los patrocinadores del club: